# 地球仍然在转啊
地球仍然在转啊（義大利語：E pur si muove）是据传由意大利数学家、物理学家和哲学家伽利略于1633年所说的话，当时伽利略在面临宗教审判时正被迫放弃日心说的主张。最早记述了伽利略事迹由其学生温琴佐·维维亚尼在1655年至1656年撰写的传记并未记载此事，有作家认为在面临宗教审判时这样说十分鲁莽。而最早提及此事的书则出现于1757年。:357